# Panphagia
Panphagia („vše žeroucí“, vzhledem k předpokládané omnivorii) byl rod vývojově velmi primitivního sauropodomorfního dinosaura, objeveného v roce 2006 ve slavném argentinském souvrství Ischigualasto. 

## Geologické stáří
Stáří horninových vrstev, ve kterých byly fosilie tohoto dinosaura objeveny, činí asi 228,3 milionu let (počátek svrchního triasu). Spolu s dalšími druhy známými z báze geologického souvrství Ischigualasto – především s plazopánvými s nejistou pozicí z druhů Eoraptor lunensis a Herrerasaurus ischigualastensis – se jedná o jednoho z geologicky nejstarších známých dinosaurů.

## Popis

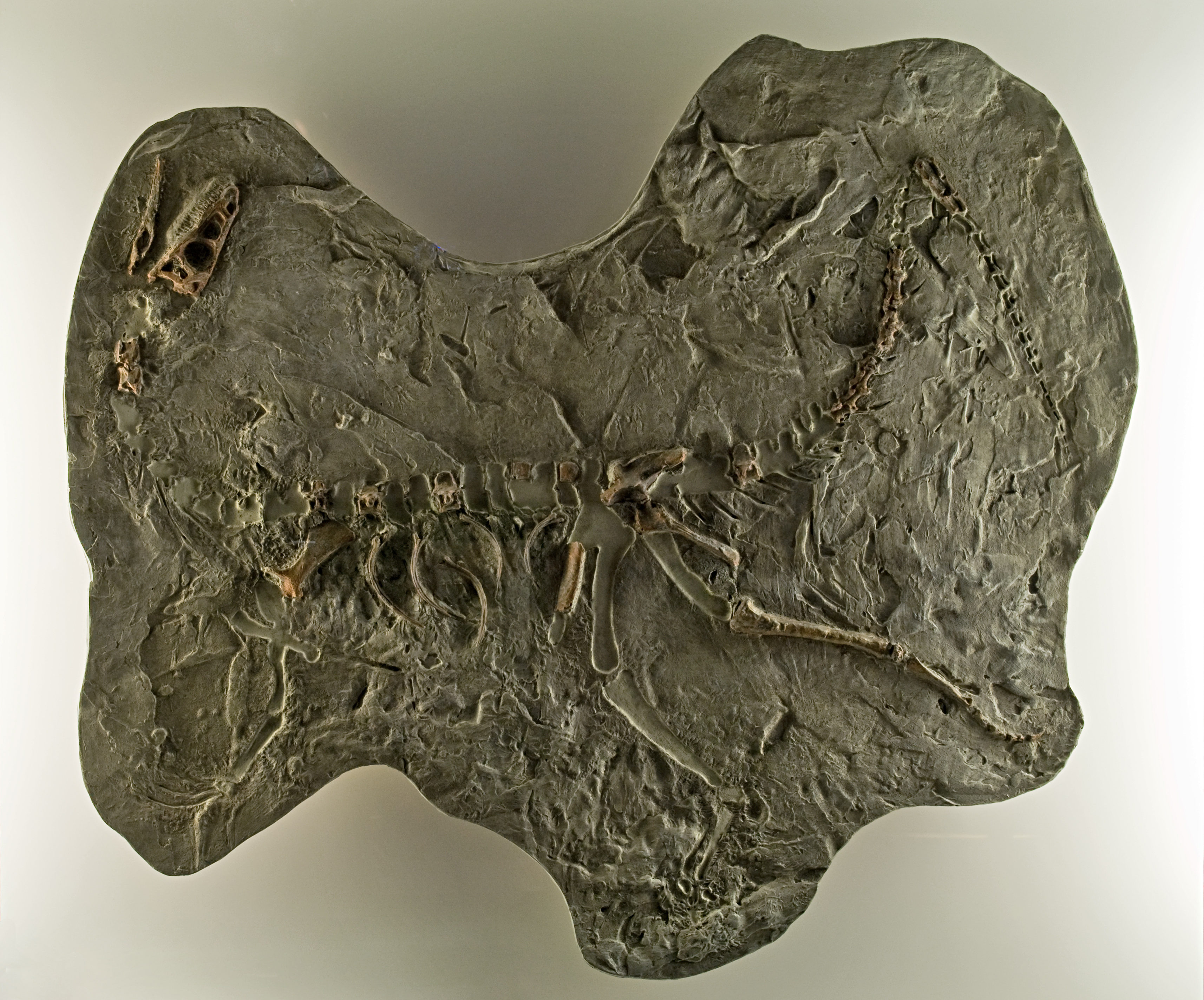
Rekonstrukce fosilie panfágie.

Holotyp nese označení PVSJ 874, jde o artikulované pozůstatky nedospělého jedince o celkové délce asi 130 až 150 cm. V dospělosti dosahoval délky asi 1,7 metru a hmotnosti přes 2 kilogramy. Podle jiného odhadu vážil tento dinosaurus asi 12 kilogramů. Byly z něj objeveny části lebky, obratlů, lopatkového a pánevního pletence a kosti zadní končetiny. Panphagia byla popsána v únoru roku 2009 paleontology Ricardem N. Martínezem a Oscarem A. Alcoberem. Podle jejich fylogenetické analýzy je tento rod nejbazálnějším (vývojově nejprimitivnějším) zástupcem rozsáhlé skupiny sauropodomorfů. Typovým a v současnosti jediným známým druhem je P. protos („první“).

### Česká literatura
- SOCHA, Vladimír (2021). Dinosauři – rekordy a zajímavosti. Nakladatelství Kazda, str. 9.